# Пес (оповідання Лайбера)
«Пес» (англ. The Hound) — містичне оповідання Фріца Лайбера, вперше опубліковане в листопаді 1942 року журналом «Weird Tales».

## Сюжет
Девід Лешлі проживав зі своїми хворими батьками в погано опалюванному будинку і працював продавцем в магазині одягу.
Все життя він боявся вовків, перевертнів і вампірів. Вони постійно йому ввижалися в тваринах і людях.
Одного дня пес навідався до нього на роботу і розкидав речі. А потім навідався і в його кімнату за його відсутності.
Девід почав чути його завивання.
Він спробував поділитись цим зі своїм другом Томом Гудселом, але той пояснив це простим накопиченням страху протягом труднощів життя.
Не витримавши напруження, Девід пішов на звук завивання. Проїхавши все місто він потрапив у заміський зоопарк.
Там він побачив незвичного вовка і втік.
Добираючись пішки додому він зазнав нападу цієї тварини.
Однак його врятували місцеві жителі, які запевнили його, ще ця істота не була ні псом ні вовком.

## Схожі твори
- Пес (оповідання Лавкрафта) — оповідання 1922 року